# Chiador
Chiador är en kommun i Brasilien.   Den ligger i delstaten Minas Gerais, i den sydöstra delen av landet, 900 km sydost om huvudstaden Brasília. Antalet invånare är 2 785.
Omgivningarna runt Chiador är huvudsakligen savann. Runt Chiador är det ganska tätbefolkat, med 58 invånare per kvadratkilometer.